# コンサート 夏の時代
コンサート 夏の時代（コンサート なつのじだい）は、1982年から1985年まで宵々山コンサートの関連イベントとして、京都市の円山公園音楽堂などで、北山修企画・構成によって、行われたコンサート。「コンサート 夏の時代」が続かなかったのは、本体イベントである宵々山コンサートが1985年で一端中断したことが主な原因。

## コンセプト
「夏の時代」とは、北山修のコンセプトによるもので、1960年代末から1970年代初頭のフォークソングの担い手たちが、「青春期」＝「春」を過ぎて、「夏の時代」を迎え、30歳代となったことを意識したイベント・タイトル。
フォークソング隆盛期のメッセージソングや反戦歌を再評価し、1983年の「第2回」では、新たに北山修が作詞した「戦争を知らない子供たち'83」を「高石ともや＆ザ・ナターシャー・セブン」が披露するなどした。

## 主な出演者
京都・東京なども含めて、杉田二郎、加藤和彦、西岡たかし、北山修が参加するヒューマン ズー、「高石ともや＆ザ・ナターシャー・セブン」ら往年の関西フォーク陣に加え、東京からかまやつひろし、小室等、遠藤賢司、三上寛、小田和正、ビリーバンバンらが出演。

## 開催地
宵々山コンサートのプレイベントとして、京都市の円山公園音楽堂で行われたのは、1982年から1984年までの計3回のみ。
その他に、1984年5月旭川市民文化会館、1984年10月日比谷野外音楽堂、1985年11月7日中野サンプラザなどでも開催され、2000年、大阪サンケイホールで「コンサート 夏の時代2000」として、復活した。